# James Collins
James Edgar Collins (Jacksonville, 5 novembre 1973) è un ex cestista statunitense.

## Carriera
Ha frequentato la Florida State University e fu selezionato come trentaseiesima scelta assoluta dai Philadelphia 76ers nel 1997. Ha giocato una stagione nella NBA per i Los Angeles Clippers nel 1997-98, dopo essere stato scambiato per una futura scelta al draft. Ha firmato in seguito per i Phoenix Suns nel 1999, per i Washington Wizards nel 1999 e per i Memphis Grizzlies nel 2001, ma non ha giocato mai nessuna partita.
Prima di approdare a Fabriano, ha militato in Italia in Serie A per Air Avellino (2002-2003) e Vertical Vision Cantù (2006) e in Serie A2 per Eurorida Scafati (2003-2004) e Cimberio Novara (2004-2006).
Nella stagione 2006-07 ha militato nell'Indesit Fabriano in serie A2 italiana.

## Palmarès
- All-CBA First Team (2002)